# Michele Maleinos
Michele Maleinos (in greco Μιχαήλ Μαλεΐνος?; Costantinopoli, 894 – 961) è stato un monaco cristiano bizantino.

## Biografia
Zio dell'imperatore bizantino Niceforo II. Alla nascita ebbe il nome di Manuele Maleinos (Μανουήλ  Μαλείνος) rampollo di una delle più potenti e influenti famiglie della Cappadocia. Crebbe alla corte di Leone VI il Saggio, alla morte del monarca, giovane diciottenne, abbandonò il mondo per ritirarsi in solitudine in Bitinia. Qui fondò, sul monte Kyminas, una lavra (monastero). Presso questo monastero mosse i suoi primi passi il fondatore della Repubblica del Monte Athos Atanasio l'Atonita.

## Culto
La chiesa lo festeggia il 12 luglio.
Michele Maleinos era il patrono di Michele di Russia. Per questo motivo i Romanov furono molto devoti a questo santo e vi dedicarono molte chiese e cappelle in tutta la Russia.